# باغ فلاحت (ایستگاه کشاورزی)
باغ فلاحت (ایستگاه کشاورزی) مربوط به اوایل دوره پهلوی می‌باشد و در خرم‌آباد، انتهای میدان ژاندارمری واقع شده است. این اثر در تاریخ ۱۱ شهریور ۱۳۸۲ با شمارهٔ ثبت ۹۹۲۸ به‌عنوان یکی از آثار ملی ایران به ثبت رسیده است.